# Guan Hai
Pour les articles homonymes, voir Guan et Hai.
 (juin 2010).
Si vous disposez d'ouvrages ou d'articles de référence ou si vous connaissez des sites web de qualité traitant du thème abordé ici, merci de compléter l'article en donnant les références utiles à sa vérifiabilité et en les liant à la section « Notes et références ».
Guan Hai (? - 193) était un commandant des turbans jaunes  en activité dans la région de Shandong durant la dynastie des Han en Chine.
Il est rapporté que Guan Hai  était fort comme dix hommes.
En l'an 193, Kong Rong, le chancelier de Beihai, et appelé au Duchang pour réprimer la rébellion des turbans jaune diminué mais encore génante. En réponse, Guan Hai et son armée entourent Duchang et entreprennent un siège.
Kong Rong a envoyé Taishi-Ci chercher de l'aide auprès de Liu Bei, qui a accepté de prêter à Taishi-ci trois mille soldats pour soulager le siège. Les hommes de Guan Hai sont dispersés après que les renforts de Liu Bei sont arrivés au Duchang; et lui-même et tué par Guan Yu.